# Jamaree Bouyea
Jamaree Ray-Shaun Bouyea, né le 27 juin 1999 à Seaside en Californie, est un joueur américain de basket-ball mesurant 1,83 m et évoluant au poste de meneur.

## Biographie
En février 2023, il signe un contrat de 10 jours en faveur du Heat de Miami.
Début mars 2023, il signe un contrat de 10 jours aux Wizards de Washington.
Début juillet 2023, il est de retour au Heat de Miami via un contrat two-way. Il est coupé en septembre 2023.
En novembre 2023, il s'engage avec les Trail Blazers de Portland via un contrat two-way. Il est coupé le 22 novembre 2023.
En mars 2024, il signe un contrat two-way avec les Spurs de San Antonio.
En mars 2025, Jamaree Bouyea signe avec les Bucks de Milwaukee via un contrat two-way.

## Statistiques

### Universitaires
| Saison    | Équipe        | Matchs | Titul. | Min./m | % Tir | % 3pts | % LF | Rbds/m. | Pass/m. | Int/m. | Ctr/m. | Pts/m. |
| --------- | ------------- | ------ | ------ | ------ | ----- | ------ | ---- | ------- | ------- | ------ | ------ | ------ |
| 2017-2018 | San Francisco | 36     | 10     | 13.3   | .327  | .231   | .682 | 1.7     | .9      | .7     | .3     | 2.5    |
| 2018-2019 | San Francisco | 31     | 2      | 23.0   | .467  | .306   | .654 | 3.3     | 1.3     | .9     | .5     | 6.2    |
| 2019-2020 | San Francisco | 34     | 34     | 33.1   | .492  | .310   | .671 | 4.4     | 3.5     | 1.6    | .6     | 12.2   |
| 2020-2021 | San Francisco | 25     | 25     | 33.7   | .500  | .370   | .754 | 3.6     | 3.8     | 1.6    | .2     | 17.3   |
| 2021-2022 | San Francisco | 34     | 34     | 36.2   | .470  | .367   | .755 | 5.0     | 4.0     | 1.8    | .9     | 17.3   |
| Carrière  | Carrière      | 160    | 105    | 27.5   | .472  | .337   | .712 | 3.6     | 2.6     | 1.3    | .5     | 10.7   |